# The Dudesons

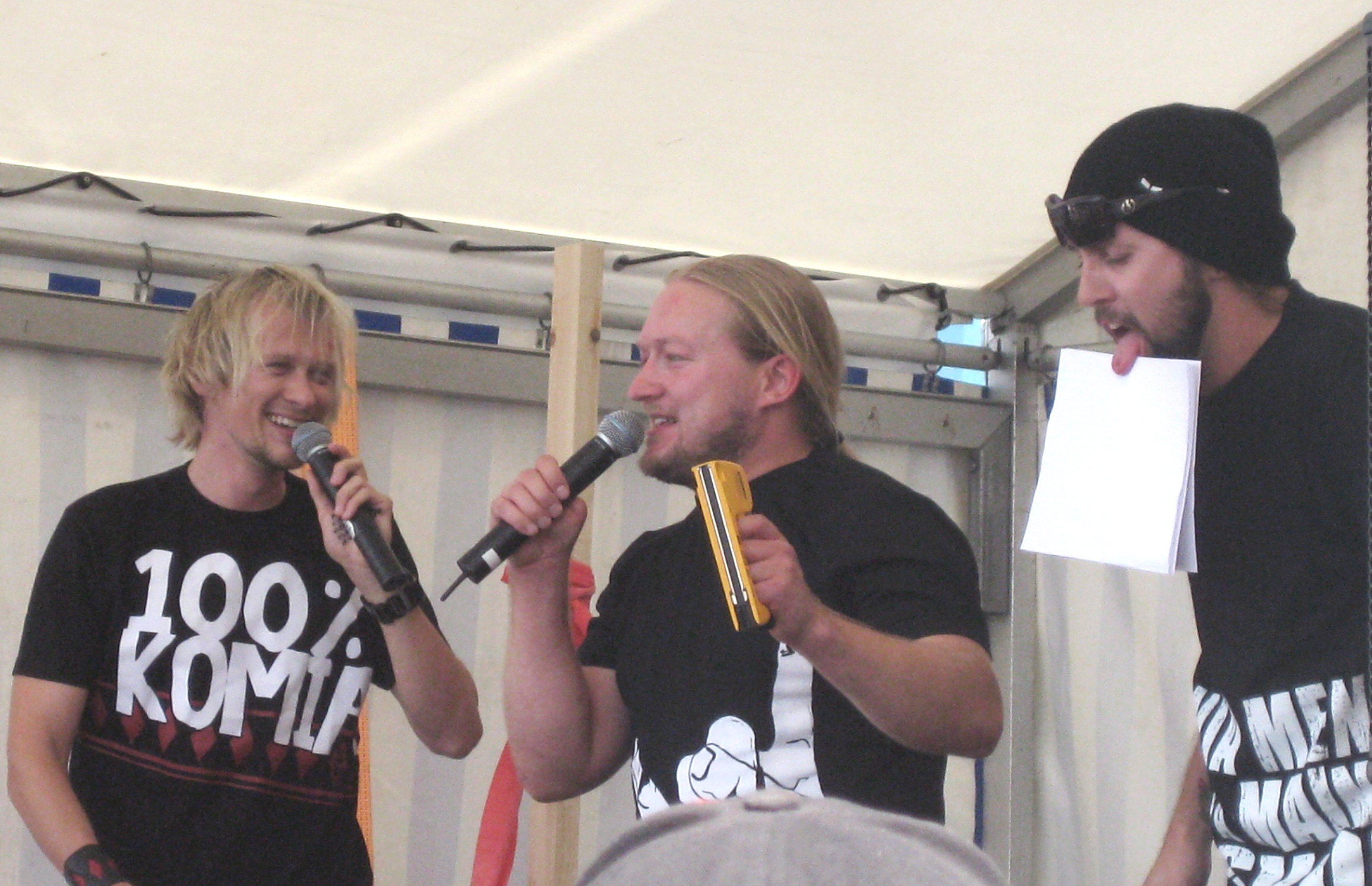

The Dudesons är en finsk TV-serie med en kvartett stuntmän från Seinäjoki i Finland. The Dudesons har bland annat varit gäster i de amerikanska serierna Viva la Bam, Nitro Circus och Jackass.
Jackass-profilen Steve-O har berättat att The Dudesons startade före Jackass. The Dudesons släppte filmen "The Dudesons Movie" 2006/2007, där man bland annat kan se Bam Margera och Bloodhound Gang kasta pil på Jarppis mage. De fyra i the Dudesons har ett smeknamn: Daredevil, Showman, Mastermind, Bonebreaker. De fyra killarna är barndomsvänner och har känt varandra hela livet.
2012 spelade de in en ny tv-serie, Duudsonit tuli taloon (svenska: The Dudesons kom in i huset) som hade premiär 12 januari 2012 på den finländska kanalen SubTV. Andra händelser 2011 som blev betydande för The Dudesons är även att deras bok Duudsonien Jekkukirja (svenska: Dudesons skämtbok) kom ut till försäljning och även som ljudbok. 

## Medlemmar
- Jarppi (Daredevil)
- Jukka (Showman)
- Jarno (Mastermind)
- Hannu-Pekka, HP (Bonebreaker)